# Raúl Alfonso Carrillo Martínez
Raúl Alfonso Carrillo Martínez (ur. 22 września 1964 w Ubaté) – kolumbijski duchowny rzymskokatolicki, od 2016 wikariusz apostolski Puerto Gaitán.

## Życiorys
Święcenia kapłańskie przyjął 14 maja 1990 i uzyskał inkardynację do diecezji Zipaquirá. Pracował głównie jako duszpasterz parafialny, był też m.in. delegatem biskupim ds. duszpasterstwa misyjnego (1994–2000) oraz wychowawcą i ekonomem diecezjalnego seminarium (2002–2007).
8 kwietnia 2016 został prekonizowany wikariuszem apostolskim Puerto Gaitán ze stolicą tytularną Afufenia. Sakry biskupiej udzielił mu 22 maja 2016 kard. Fernando Filoni.